# Christen Leif Vebæk
Christen Leif Pagh Vebæk (* 2. Juli 1913 in Horsens; † 3. Januar 1994 ebenda) war ein dänischer Archäologe, der vor allem in Grönland tätig war.

## Leben
Christen Leif Vebæk war der Sohn des Tierarztes Carl Diderik Vebæk (1877–1962) und der Lehrerin Astrid Pagh (1881–1970). Er besuchte die Staatsschule in Horsens und begann anschließend ein Studium in Geschichte und Englisch an der Universität Kopenhagen, das er 1939 als cand. mag. abschloss. Bereits während seines Studiums wurde er 1935 am Dänischen Nationalmuseum angestellt. 1937 reiste er erstmals nach Grönland, um dort an Ausgrabungen von Hinterlassenschaften der Grænlendingar teilzunehmen, ebenso wie 1939. Während des Zweiten Weltkriegs war Grönland von Dänemark abgeschnitten und er beschäftigte sich stattdessen mit der Registrierung von archäologischen Funden in Jylland, wobei er Grabhügel vor der Abtragung zwecks Errichtung von Festungsanlagen bewahrte. Nach Ende des Zweiten Weltkriegs heiratete er am 4. August 1945 in Qaqortoq die Lehrerin und spätere Schriftstellerin Maaliaaraq Kleist (1917–2012), Tochter des Oberkatecheten und Dichters Josva Kleist (1879–1938) und seiner Frau Bolette Chemnitz (1888–1957). Aus der Ehe gingen die beiden Töchter Bolette (* 1946) und Astrid (* 1947) hervor. Noch 1945 führte er erneut Ausgrabungen durch und weitere folgten in den Jahren 1946, 1948 bis 1951, 1954, 1958 und 1962. Während seiner Ausgrabungen entdeckte er das mittelalterliche Kloster St. Olaf. 1946 wurde er Vizemuseumsinspektor und 1957 Museumsinspektor. Auch in Dänemark leitete er Ausgrabungen mit bedeutenden Funden. 1940 entdeckte er Überreste aus der Bronzezeit in Frøjk, 1953 ein Ganggrab bei Brejning, 1965/66 ein Eisenzeitdorf bei Hurup und 1966 mehrere Goldbrakteate bei Kitnæs. 1983 wurde er pensioniert. Mehrere seiner Abhandlungen erschienen in Meddelelser om Grønland oder in der Tidsskriftet Grønland.
Christen Leif Vebæk war auch politisch aktiv. 1953 war er Gründungsmitglied von Knud Kristensens Partei De Uafhængige. Von 1954 bis 1955 war er Vizevorsitzender und anschließend bis 1959 Vorsitzender der Kopenhagener Lokalabteilung der Partei sowie Mitglied des Parteivorstands. Bei der Folketingswahl 1957 kandidierte er erfolglos. Er starb Anfang 1994 im Alter von 80 Jahren.

## Werke (Auswahl)
- 1943: Inland farms in the norse East Settlement – archaeological investigations in Julianehaab District, summer 1939
- 1991: The church topography of the eastern settlement and the excavation of the Benedictine convent in Uunartoq Fjord
- 1992: Vatnahverfi – an inland district of the Eastern Settlement in Greenland
- 1992 mit Søren Thirslund: The Viking compass guided Norsemen first to America
- 1993: Narsaq – a Norse landnáma farm